# Wexford County
Wexford County je okres ve státě Michigan ve Spojených státech amerických. K roku 2010 zde žilo 32 735 obyvatel. Správním městem okresu je Cadillac. Celková rozloha okresu činí 1 491 km².